# Den Europæiske Unions tre søjler
Mellem 1993 og 2009 bestod Den Europæiske Union i en juridisk forstand af tre søjler. Denne struktur blev introduceret med Maastrichttraktaten den 1. november 1993 og blev forladt den 1. december 2009, da Lissabontraktaten trådte i kraft, hvormed EU's overordnede struktur blev samlet i én juridisk enhed. Herfra sondrede man imellem områder, hvorpå unionen har enekompetence, delt kompetence eller en støttende kompetence.
Søjleterminologien blev anvendt for at illustrere, at Den Europæiske Union var bygget som et tempel, hvor EU-delen af samarbejdet var tagkonstruktionen, der blev holdt oppe af tre søjler. Disse søjler var:
1. Det Europæiske Fællesskab (EF)
Det Europæiske Atomenergifællesskab (Euratom)
Det Europæiske Kul- og Stålfællesskab (EKSF)
2. Den fælles udenrigs- og sikkerhedspolitik (i henhold til EU-traktatens afsnit V)
3. Det politi- og strafferetligt samarbejde i kriminalsager (i henhold til EU-traktatens afsnit VI). Reglerne om fri bevægelighed for personer, der oprindeligt hørte under denne søjle, blev ved Amsterdamtraktaten overført til første søjle.

Inden for første søjle blev beslutninger truffet efter den såkaldte fællesskabsprocedure, der foreskrev, at forslag til retsakter alene kunne fremsættes af Europa-Kommissionen, hvorefter Rådet for Den Europæiske Union og Europa-Parlamentet behandlede forslaget, som derefter endeligt kunne vedtages af Rådet for Den Europæiske Union med et kvalificeret flertal. Retsakter indenfor denne søjle kunne således ikke forkastes ved veto og søjlen var derfor den mest overnationale af de tre.
Inden for anden og tredje søjle havde både Europa-Kommissionen og Rådet delt kompetence til at fremsætte forslag til retsakter og det var generelt en forudsætning, at forslaget skulle vedtages ved enstemmighed i Rådet for at det kunne vedtages. Retsakter indenfor disse søjler kunne således i høj grad forkastes ved veto.
| Portal | Portal:Den Europæiske Union |